# Doing It Right
Doing It Right (acroniem DIR) is een holistische aanpak van duiken. Volgens de DIR-aanpak zijn fundamentele vaardigheden, samenwerking, aandacht voor de situatie en het gebruik van ver geoptimaliseerde, gestroomlijnde en minimalistische duikuitrusting, de primaire punten van duiken. Voorstanders van DIR beweren dat door deze essentiële elementen, veiligheid wordt bevorderd door het voorkomen en adequaat handelen bij noodsituaties. Deze aanpak van duiken bevat specifieke eisen aan duikuitrusting, duikplanning en team procedures.

## Historie
De 'DIR'-aanpak (en naam) is ontstaan bij de Woodville Karst Plain Project in het midden van de jaren 90 onder leiding van George Irvine III. De wortels van de materiaalaanpak is door DIR-aanhangers overgenomen van de 'Hogarthian' materiaalconfiguratie opgesteld door William Hogarth Main. Deze individuen, samen met vele anderen, hebben een poging ondernomen om materiaal en procedures te ontwikkelen, die bijdragen aan een veilige exploratie van de diep ondergelopen grotten in het gebied. Uiteindelijk is er een bruikbare set van regels voor materiaalconfiguratie en procedures in gemeenschappelijk gebruik ontstaan.
Men neemt aan dat de Engelse zin "Doing It Right" refererend aan duiken, het eerst gebruikt werd in 1995 in een artikel door George Irvine III. George Irvine en Jarrod Jablonski hebben uiteindelijk de aanpak geformaliseerd als DIR en de aanpak geldt voor alle vormen van duiken. Irvines pennenstrijd en inflexibele houding heeft voor een groot deel geleid tot controversie en waar aan de ene kant het populairder werd, werden anderen er juist van afgekeerd. Dit is inmiddels een beetje aan het verbeteren. Sinds 2009 zijn er twee Amerikaanse duikorganisaties en één Duitse, Global Underwater Explorers (GUE) en Unified Team Diving (UTD) en Innerspace Explorers (ISE) en veel onafhankelijke duikinstructeurs die DIR-stijl duikles geven. GUE heeft in 2007 de naam van zijn 'DIR Fundamentals' cursus veranderd in 'GUE Fundamentals' en heeft hiermee een beetje afstand genomen van het acroniem.

## Opmerkelijkheden
Enkele eigenschappen in de DIR-aanpak in vergelijking met andere methoden:
- Duikcomputers - de DIR-filosofie is tegen het gebruik van duikcomputers, terwijl de meeste andere duikorganisaties zelfs twee aanbevelen.[5]
- Trimix - de DIR-aanpak verlangt het gebruik van trimix voor elke duik dieper dan 30 meter. De meeste andere duikorganisaties trainen de duikers om diep (tot 60 meter) te duiken met behulp van perslucht (deep air).
- Team diving - meestal is het technische duiken gefocust op zelfredzaamheid en creëert een nadruk op solo duiken. DIR is juist sterk gecommitteerd in het buddy- of teamduiken.
- Identieke duikuitrusting - alle duikers in het team moeten een identieke configuratie van de duikuitrusting hebben, zodat eenvoudig assistentie verleend kan worden. Dit in tegenstelling tot andere duikorganisaties die juist het aanpassen van de uitrusting voor scenario's en individuen promoten.[6]
- Redundantie - terwijl de meeste duikorganisaties het maximaliseren van de redundantie van het materiaal promoten, is DIR in sommige gebieden tegen redundantie. De DIR aanpak is bijvoorbeeld tegen het gebruik van een dubbele blaas in een trimvest.
- Leeftijd - de meeste duikorganisaties geven les aan duikers vanaf 12 jaar en sommige vanaf 10, of zelfs in het zwembad vanaf 8 jaar. Duikorganisaties die DIR promoten trainen geen duikers jonger dan 16 jaar (Unified Team Diving) of 17 jaar (Global Underwater Explorers).
- Fysieke gezondheid - Alhoewel alle vormen van duiktraining het belang van fysieke gezondheid aangeven, trekt de DIR-aanpak het verste hiermee door. DIR-georiënteerde duikorganisaties stellen aanzienlijk hogere eisen aan de zwemvaardigheid en verwachten een continue hogere fysieke gezondheid.[7]

## Materiaal
Bij de DIR-aanpak is materiaal maar een onderdeel van het geheel. De meeste DIR-voorstanders geloven dat het meest belangrijke stuk duikuitrusting, de duiker zelf is, direct gevolgd door het team. Volgens DIR-voorstanders, moet de duikuitrusting eenvoudig, gestroomlijnd en precies voldoende of minimalistisch en van toepassing zijn voor alle duiksituaties. Dit is van ondiepe rif duiken tot lange grotpenetraties.

## Team
De teamaanpak staat centraal bij DIR. Een harmonieus team werkt samen om de veiligheid van het team te waarborgen en de doelstellingen van de duik te behalen. Al het materiaal van het team en de dingen die verbruikt worden (bijvoorbeeld ademgas, batterijen) zijn gemeenschappelijk goed en bedoeld voor de veiligheid, het comfort en de duikdoelen van het team. Daarnaast moet elke teamlid om kunnen gaan met de duikuitrusting van de teamleden.

## Voorbereiding
De voorbereiding in de DIR-ethiek, begint al ruim voordat de duikers het water naderen. Het omvat persoonlijke fysieke fitness, mentale fitness, grondige planning en pre-duik veiligheidsprocedures en -routines.

## Doing It Wrong (DIW)
Sommige DIR-duikers refereren aan niet DIR-duik praktijken als Doing It Wrong (DIW). De website www.frogkick.nl zegt dat deze duikpraktijken en materialen fout zijn, maar veel zijn het niet eens dat sommige praktijken en materialen als fout bestempeld worden.